# Церква святих безсрібників Косми і Даміана (Шманьківці)
Церква святих безсрібників Косми і Даміана в Шманьківцях — чинна мурована парафіяльна церква в Шманьківцях Заводської селищної громади Чортківського району Тернопільської области. Парафія належить до Чортківського благочиння Тернопільської єпархії Православної Церкви України.

## Історія

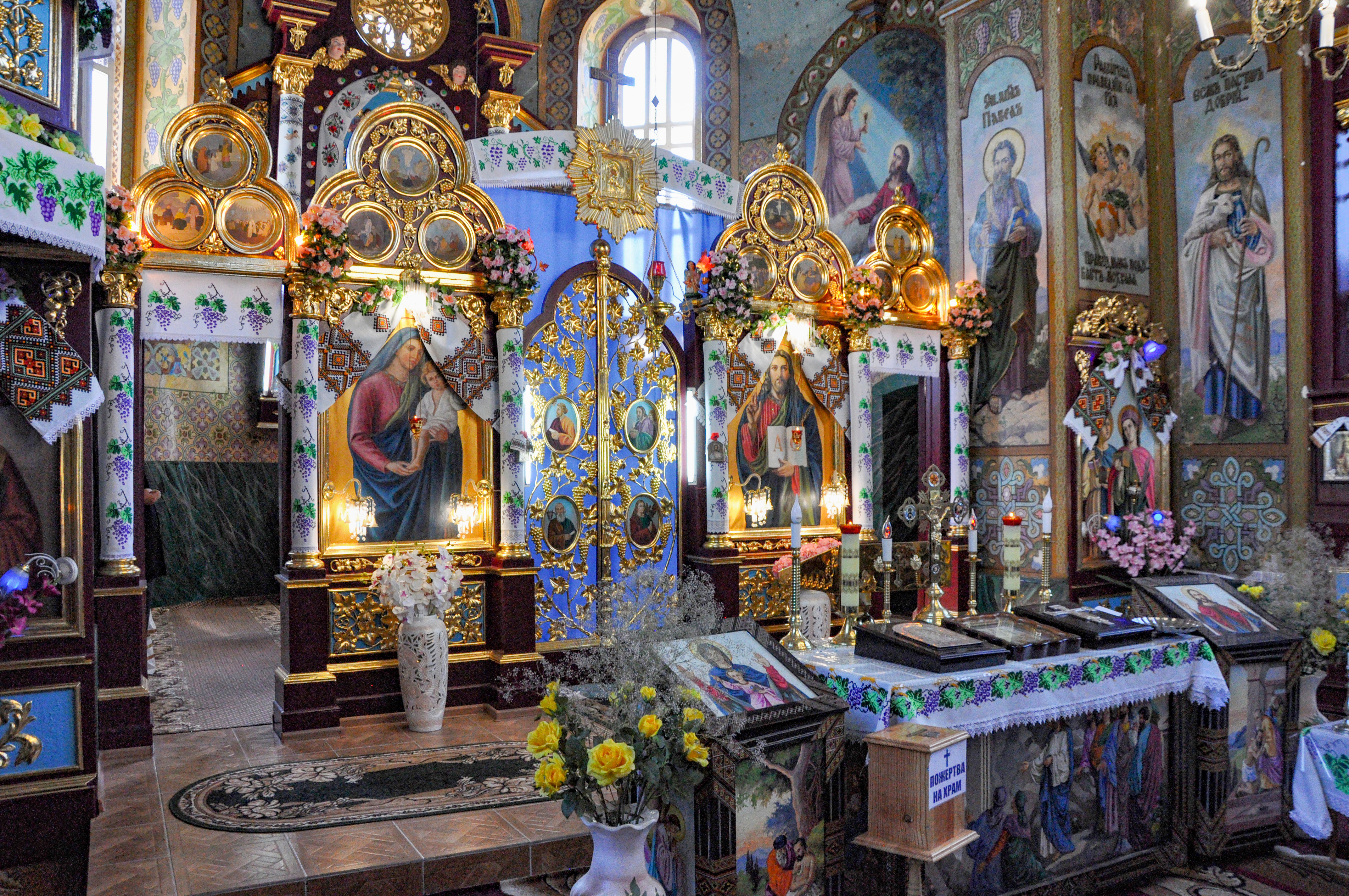
Іконостас

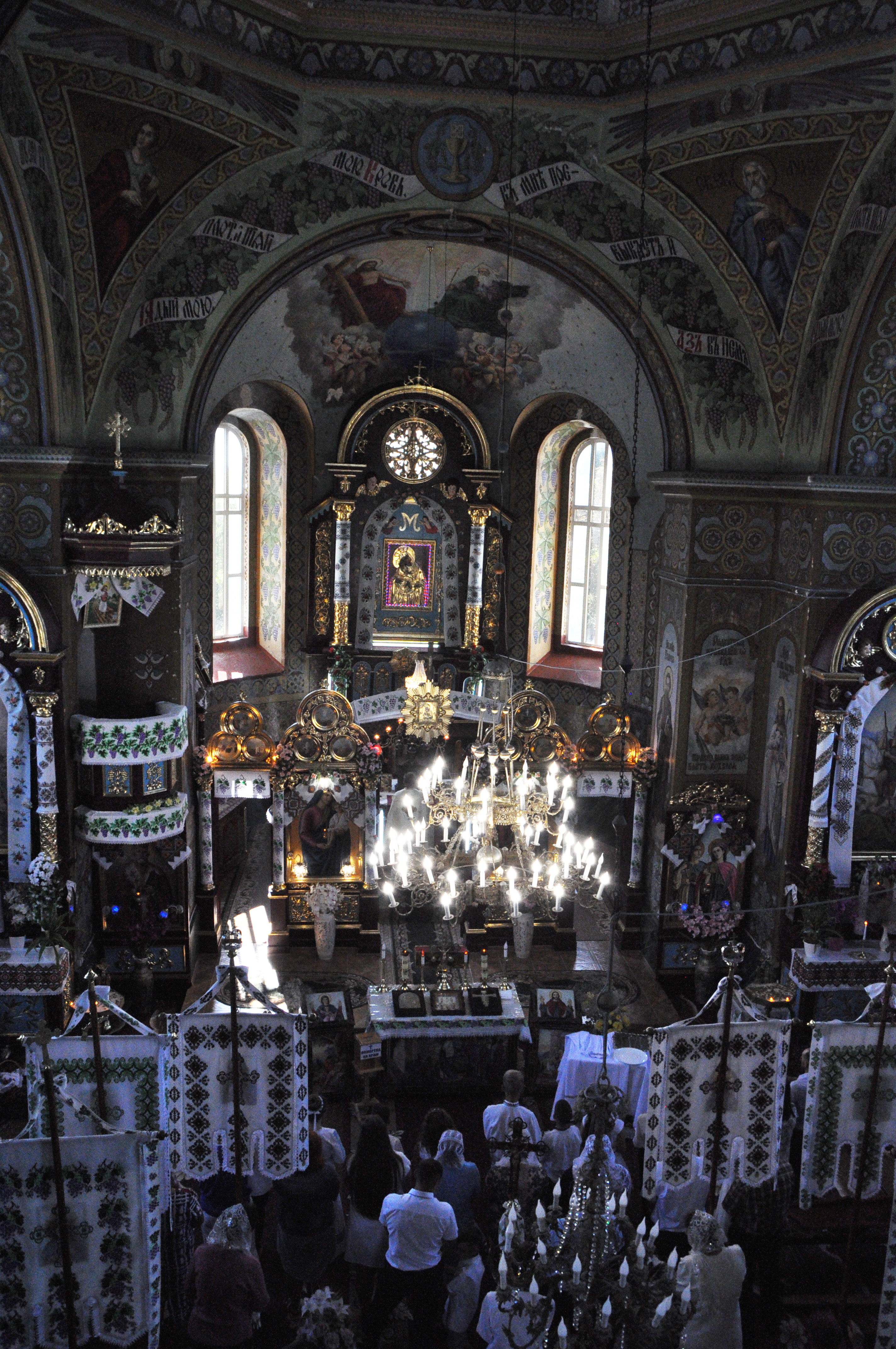
Під час Святої літургії

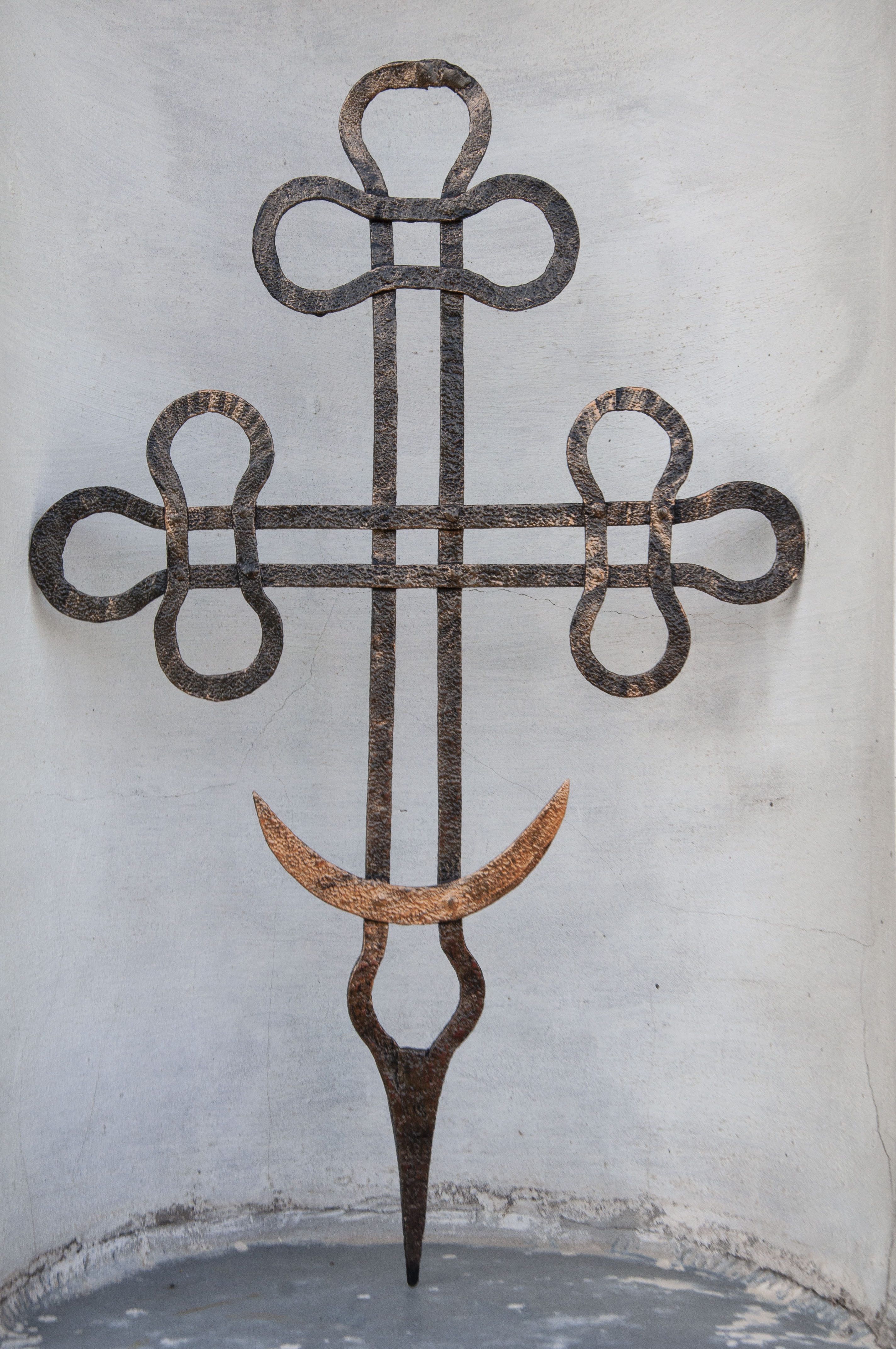
Хрест, який колись слугував для дерев'яного храму

- 1708[1] —  вперше згадується церква святих безсрібників Косми і Даміана[2].
- 1725, 1733, 1760 і 1775 — парафія і храм належали до Чортківського деканату Львівської єпархії.[3][4]
- 1732—1733 — генеральну візитацію парафії здійснив о. Сильвестр Мальський, ЧСВВ.[5]
- 19 листопада 1758 — візитацію парафії здійснив о. Антоній Онуфрієвич.[6]
- 1784 — розпочато ведення метричних книг та нового будівництво дерев'яного храму[7].
- 1785 — збудовано та освячено дерев'яну церкву[7][8].
- 1832—1842 — парафія і храм належали до Чортківського деканату[9].
- 1840 — збудовано дерев'яний будинок для священника[10].
- 1842—1885 — парафія і храм належали до Скальського деканату[9].
- 1895 — збудовано та освячено нову кам'яну греко-католицьку церкву, офірами парафіян сіл Шманьківці і Шманьківчики. Архітектор — Йосип Стець[11].
- 1869 — парафіяни села та Микола Карпінський (фундатор) збудували[7] капличку св. Миколая, яку вперше поновили в 1926 році. У радянські часи фігуру святого Миколая перенесли на подвір'я храму. У 1989 році капличку відновили[12].
- 1879 — засновано першу школу, в якій навчалися діти греко-католиків[7].
- 1898 — біля дзвіниці церкви встановлено пам'ятний хрест на відзначення 50-річчя скасування панщини в Галичині[12].
- 1905 — збудовано дім для читальні «Просвіта» під керівництвом о. Івана Гордієвського[13].
- 1934 — коштами парафіян у селі було виготовлено та встановлено дзвін у дзвіниці (за душпастирства о. Порфирія Гордієвського)[14].
- 1938 — у громаді 289 католиків латинського обряду і 40 євреїв[7].
- травень-вересень 1939 — стараннями о. Порфирія Гордієвського на пам'ять про 950-ліття хрещення Руси-України храм розписали (художник М. Чуйко)[12].
- 1959 — на пожертвування парафіян і стараннями душпастиря Миколая Стецика з нагоди 25-ліття його священства провели реконструкцію храму (художники Марко Николишин, Зіновій Тимошик, штукатур Іван Бабій)[12].
- 1988 — біля дзвіниці церкви встановлено пам'ятний хрест на відзначення 1000-ліття хрещення Русі-України[12].
- 1991 — парафіяни збудували капличку з нагоди проголошення Незалежності України[12].
- 10 березня 1993 — зареєстровано статус православної громади[12].
- 1995 — церква відзначила своє 100-річчя. Було відправлено Архієрейську Службу Божу, освячено нові хоругви і фелони[12].
- 1998 — поновили верх і перекрили його новою бляхою[12].
- 2013 — церкву та дзвіницю заново поштукатурили[12].
- 19 травня 2017 — змінилася назва парафії на «Церква святих безсрібників Косми і Даміана»[15]. Того ж року поновлено металеву огорожу, встановлено браму, чотири хвіртки, а також меморіальну таблицю, на якій вказано рік побудови храму та слова вдячности тим людям, які збудували його. Поновлено хрест у честь 1000-ліття хрещення Русі-України. Два жителі села пожертвували: престол та дзвін для дзвіниці[12].
- 15 грудня 2018 — храм і парафія перейшли до ПЦУ[16].
- 26 травня 2019 — відбулася святкова молитва з нагоди 150-річчя каплички святого Миколая[17].
- 2020 — у будівлі дзвіниці знайдено хрест, котрий колись слугував для дерев'яного храму[18].
- 2021 — оновлено три образи на фасаді церкви; розпочато розпис стін храму[джерело?].

Діють братство, сестринство, церковний комітет та церковний хор.
Поблизу церкви зростає ботанічна пам'ятка природи місцевого значення «Дуб Шашкевича».
Кількість вірян
Шманьківці
- 1832 — 718, 1844 — 497, 1854 — 532, 1864 — 591, 1874 — 626, 1884 — 658, 1886 — 659, 1896 — 719, 1906 — 792, 1914 — 844, 1927 — 863, 1938 — 889.

Шманьківчики
- 1832 — у метриці, 1844 — 254, 1854 — 293, 1864 — 327, 1874 — 357, 1884 — 375, 1886 — 376, 1896 — 415, 1906 — 435, 1914 — 483, 1927 — 490, 1938 — 497.

Струсівка (Стросовка)
- 1832 — у метриці, 1844 — 166, 1854 — 216, 1864 — 230, 1874 — 251, 1884 — 263, 1886 — 260, 1896 — 295, 1906 — 350, 1914 — 378, 1927 — 380, 1938 — 390.

## Парохи
| Ім'я                     | Роки               | Віросповідання     | Коротка довідка | Світлини |
| ------------------------ | ------------------ | ------------------ | --- | -------- |
| о. Гавриїл Романович     | 1732—1733          | греко-католик      | |          |
| о. Семен Студинський     | 1831               | греко-католик      | 1778—1831 |          |
| о. Юрій Сироїчковський   | 1831—1838          | греко-католик      | 1805—1861, рукоположений 1831 |          |
| о. Михайло Грабович      | 1838—1867          | греко-католик      | 1803—1867, рукоположений 1833, одружений |          |
| о. Микола Чарнецький     | 1867—1882          | греко-католик      | Народився 2 січня 1830 року. Рукоположений 1854 року. Одружений, з дружиною Владиславою виховували 13 дітей, серед яких Степан Чарнецький був наймолодшим. Священник у населених пунктах: Копичинці в околиці Гусятина (1854—1855), Угринь в околиці Чорткова (1855—1867), Шманьківці в околиці Чорткова (1867—1882). Помер 25 травня 1882 року від епідемії тифу. Похований у селі Шманьківці. |          |
| о. Іван Могильницький    | 1882—1883          | греко-католик      | 1845—1920, рукоположений 1870 |          |
| о. Іван Гордієвський     | 1883—1909          | греко-католик      | 1855—1927, рукоположений 1879, одружений, член Ради повітової |          |
| о. Порфирій Гордієвський | 1909—1938          | греко-католик      | 1857—1940, рукоположений 1889, одружений |          |
| о. Володимир Харук       | 1937—1938          | греко-католик      | 1911—1979, рукоположений 1937, неодружений |          |
| о. Йосип Дрібнюк         | 1938—1945          | греко-католик      | нар. 1911, рукоположений 1937, неодружений |          |
| о. Микола Стецик         | 1945—1980          | греко-католик, РПЦ | 1910—1984 |          |
| о. Іван Гнідець          | 1980—2001          | РПЦ, православний  | 1948—2001, одружений |          |
| о. Володимир Лижечко     | від 13 лютого 2001 | православний       | Народився 29 січня 1973. Закінчив Львівську духовну семінарію і академію. Рукоположений у сан священика в 1994 році. Служив у храмі с. Юськівці Кременецького району (1994—2001). Благословення на служіння в Шманьківцях отримав від єпископа Тернопільського і Кременецького Іова. Дружина Ольга, сини Андрій та Іван.                                                                        |          |

## Меморіальні скульптури

Пам'ятна таблиця на фасаді храму

Збудована в 1895 р.

Доземний уклін

і вічна шана

будівничим храму цього

## Світлини

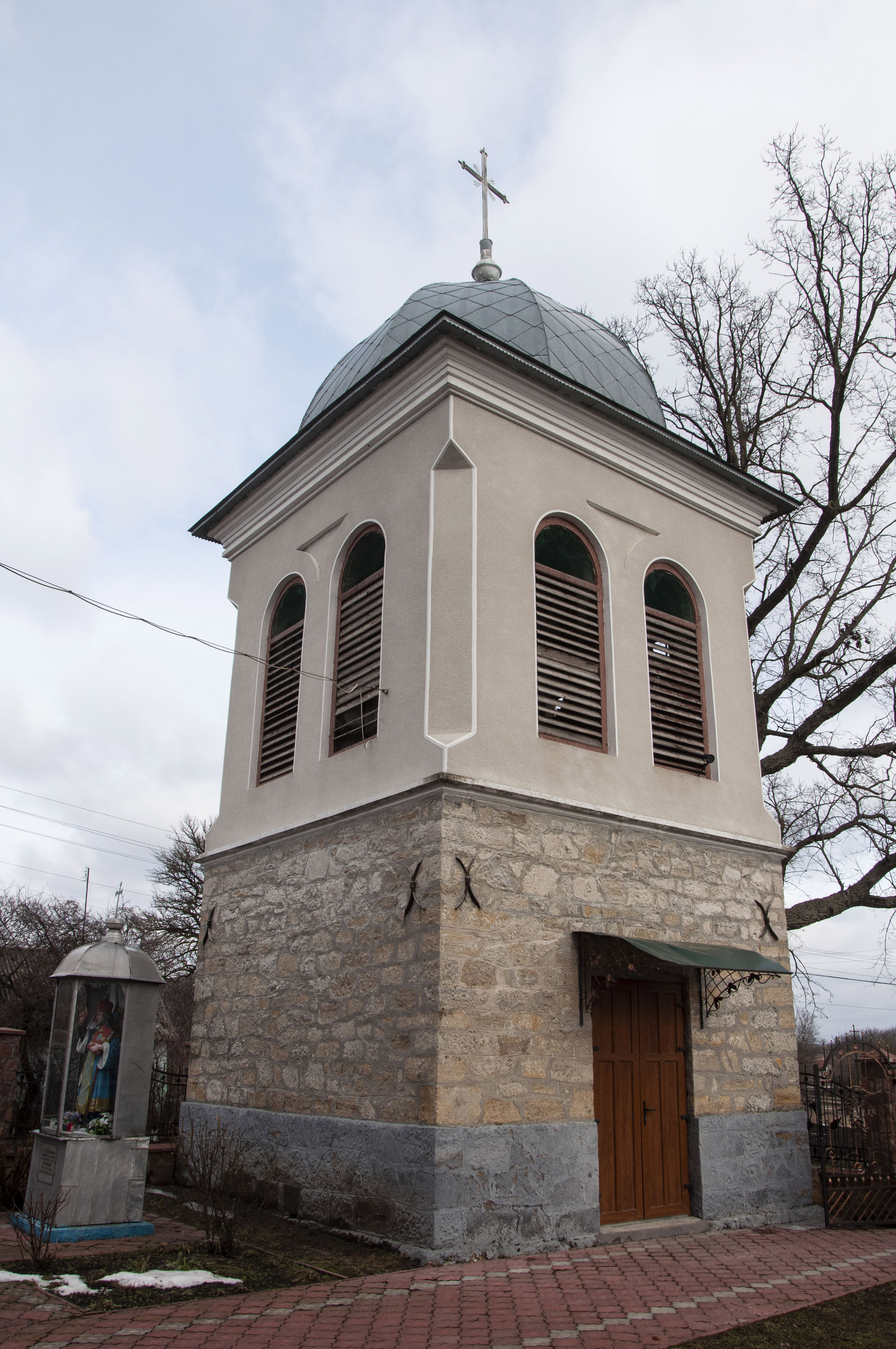
Дзвіниця
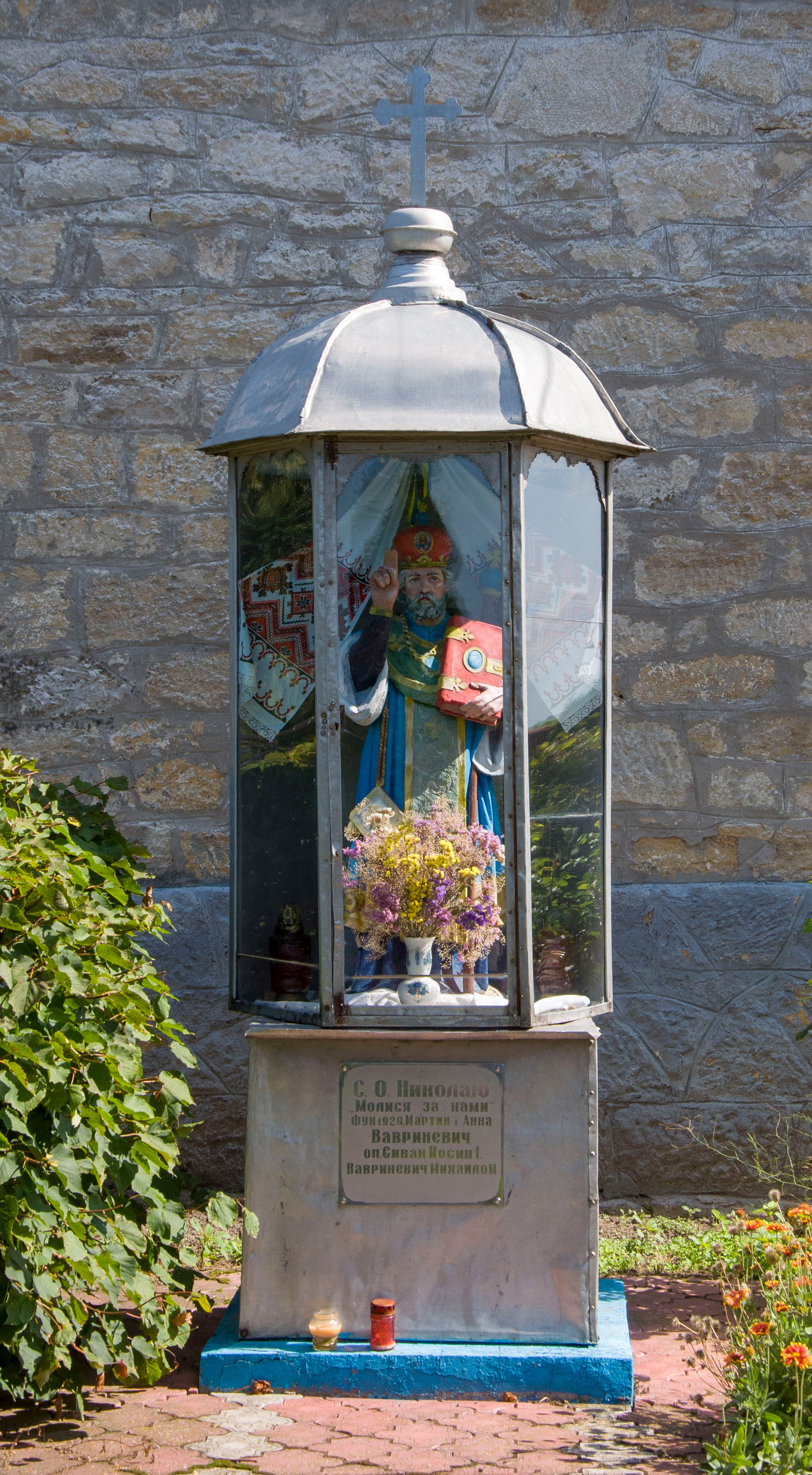
Фігура св. Миколая
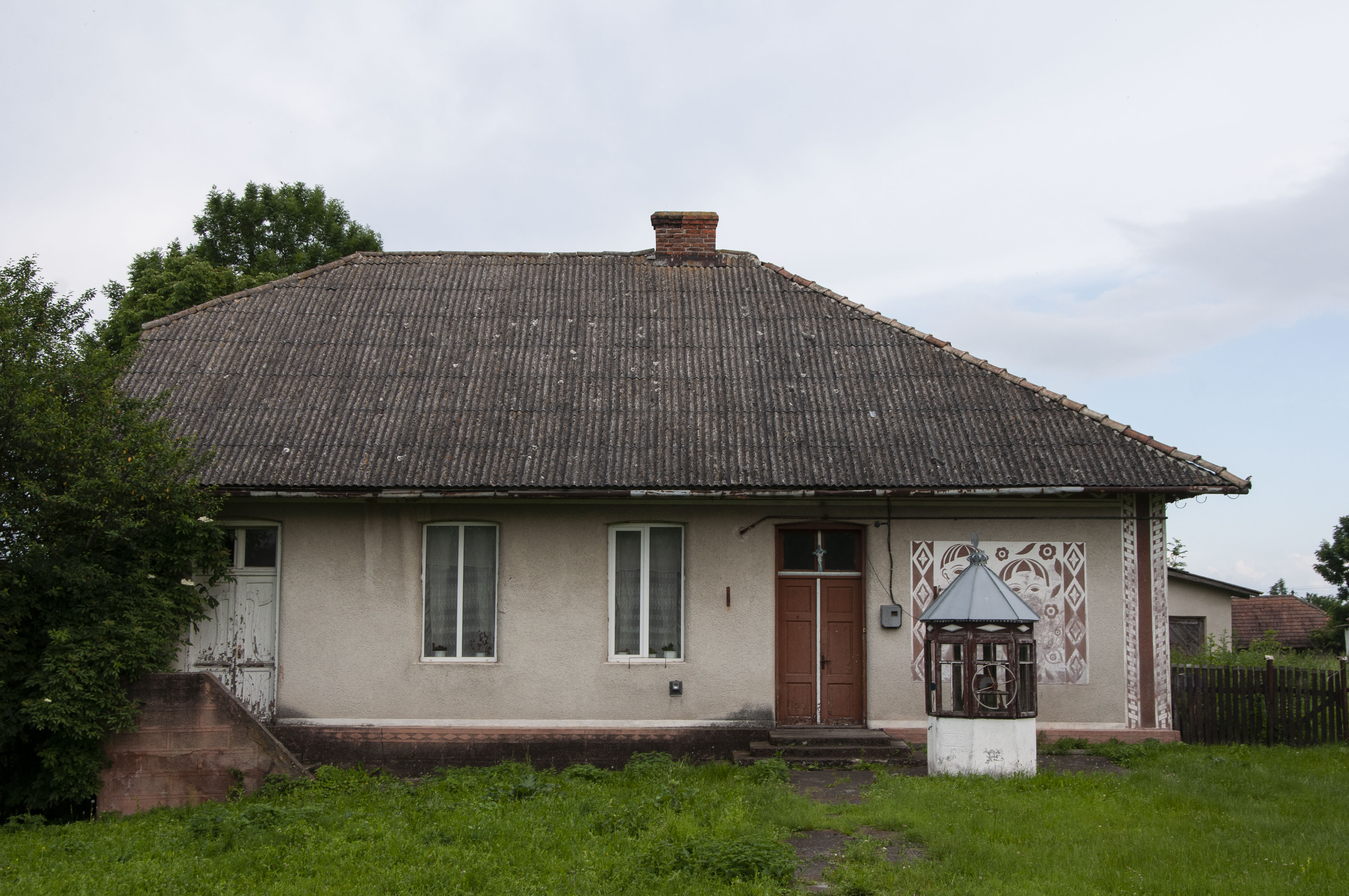
У минулому — дитячий садок «Перемога», а нині — проборство
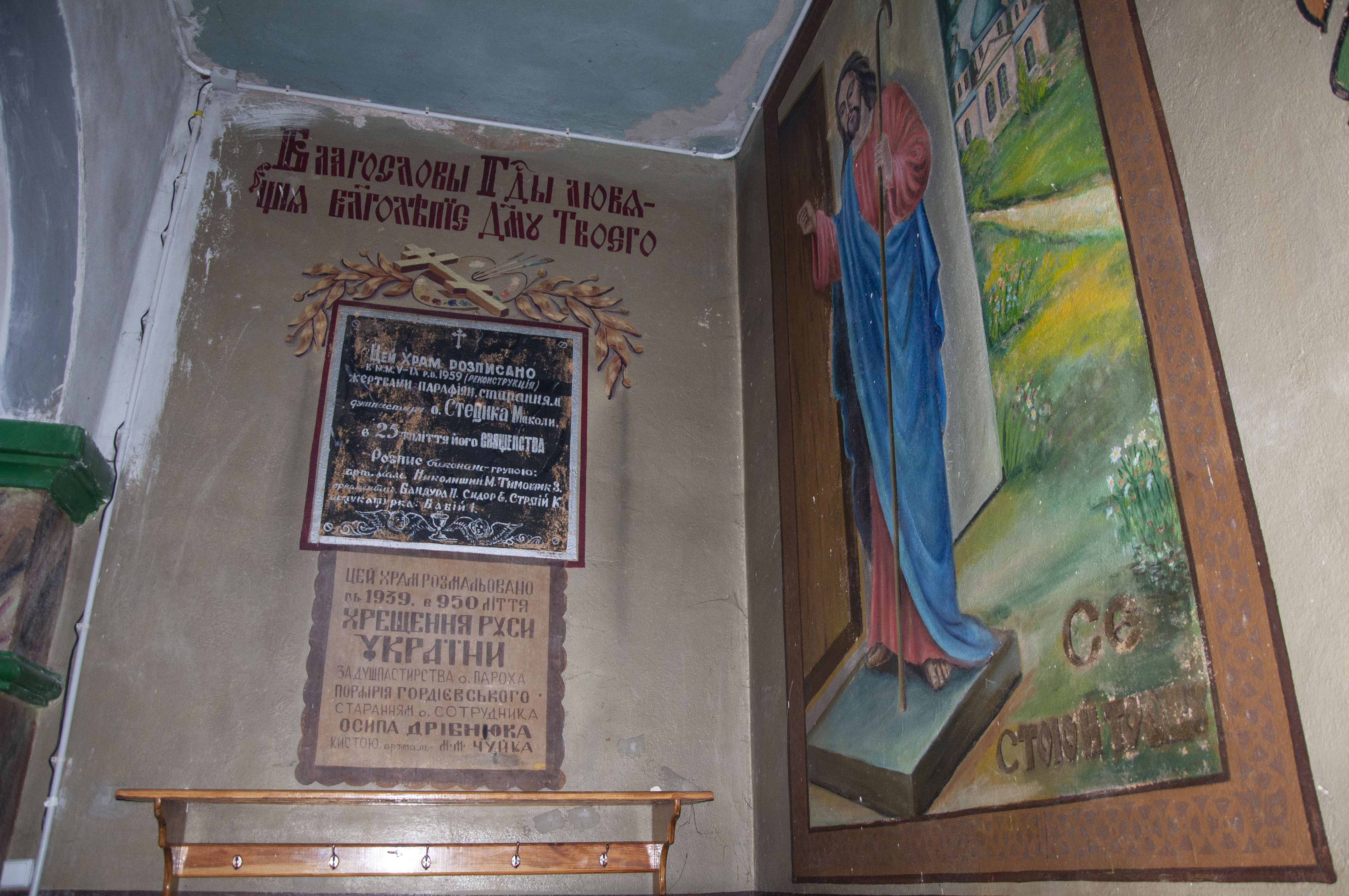
Написи на стіні храму
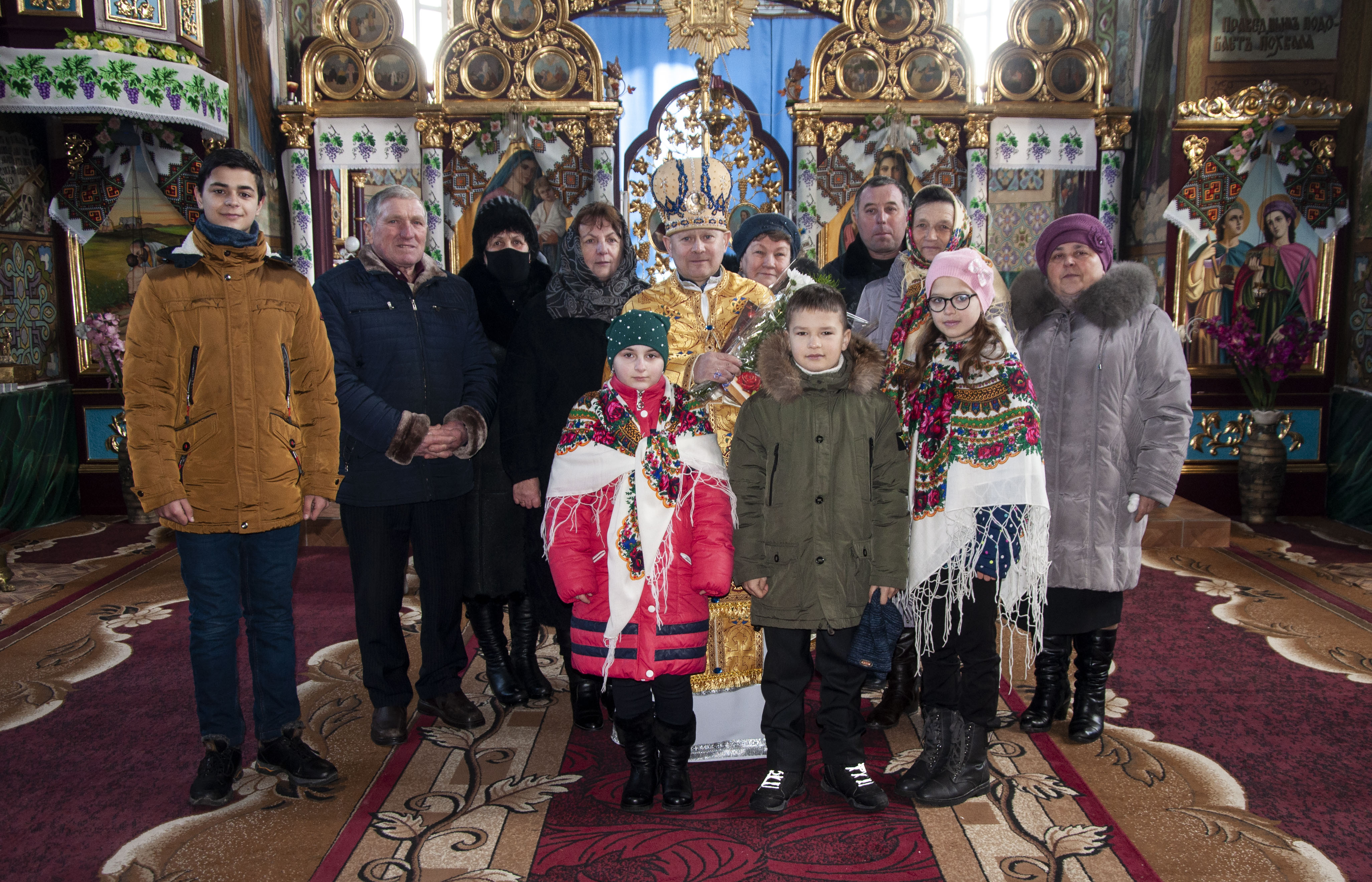
20-річчя священства о. Володимира Лижечка